# Bad Romance
"Bad Romance"는 미국의 음악가 레이디 가가의 노래이다. 이 노래는 리패키지 EP 앨범 The Fame Monster(2009)의 리드 싱글로 발매되었다. 프로듀서로는 레드원과 레이디 가가 자신이 참여하였으며, 2008년과 2009년 사이 세계를 다니며 가가가 경험한 것을 담아 쓴 곡이다. 노래는 발매 예정보다 빨리 유출돼 2009년 10월 6일 파리에서 열린 알렉산더 맥퀸의 패션 위크에서 처음으로 선보였다. 이후 싱글의 커버 아트와 함께 정식 발매되었다.

## 트랙 리스트
- CD 싱글은 국가별로 다름

### 디지털 다운로드
1. "Bad Romance" – 4:54

### 디지털 다운로드 EP
1. "Bad Romance" – 4:54
2. "Bad Romance" (Hercules & Love Affair Remix) – 5:11
3. "Bad Romance" (Chew Fu Remix) – 7:13
4. "Bad Romance" (Starsmith Remix) – 4:55
5. "Bad Romance" (Music Video) – 5:14

## 차트 기록
| 차트 (2009/2010)          | 최고 기록 |
| ------------------------- | --------- |
| 오스트레일리아 싱글 차트  | 2         |
| 오스트리아 싱글 차트      | 1         |
| 브라질 빌보드 핫 100 방송 | 6         |
| 브라질 방송 차트          | 1         |
| 체코 방송 차트            | 1         |
| 덴마크 탑 40              | 7         |
| 유러피안 핫 100 싱글      | 1         |
| 핀란드 싱글즈 차트        | 1         |
| 프랑스 싱글 차트          | 1         |
| 독일 싱글 차트            | 1         |
| 헝가리 방송 차트          | 1         |
| 아일랜드 싱글 차트        | 1         |
| 이탈리아 싱글 차트        | 1         |
| 재팬 탑 100               | 9         |
| 뉴질랜드 싱글즈 차트      | 2         |
| 노르웨이 싱글즈 차트      | 1         |
| 루마니아 탑 100           | 1         |
| 러시아 방송 차트          | 1         |
| 슬로바키아 방송 차트      | 1         |
| 스페인 싱글 차트          | 1         |
| 스웨덴 싱글 차트          | 1         |
| 스위스 싱글 차트          | 2         |
| 영국 싱글 차트            | 1         |
| 미국 빌보드 핫 100        | 2         |
| 미국 핫 댄스 클럽 송      | 1         |
| 미국 메인스트림 탑 40     | 1         |

## 같이 보기
- 유튜브 최다 조회수 영상 목록